# Gle Brawang
Gle Brawang är en kulle i Indonesien.   Den ligger i provinsen Aceh, i den västra delen av landet, 1 800 km nordväst om huvudstaden Jakarta. Toppen på Gle Brawang är 8 meter över havet.
Terrängen runt Gle Brawang är varierad. Havet är nära Gle Brawang åt sydväst.Runt Gle Brawang är det ganska glesbefolkat, med 30 invånare per kvadratkilometer. I omgivningarna runt Gle Brawang växer i huvudsak städsegrön lövskog.